# Vperiod (Kubanski)
|  | Per a altres significats, vegeu «Vperiod». |

Vperiod - Вперёд (rus) és un possiólok del krai de Krasnodar, a Rússia. Es troba a les planes de Kuban-Priazov, al capdamunt del rierol Mókraia, un afluent del Korsun. És a 15 km al sud-oest de Novopokróvskaia i a 153 km al nord-est de Krasnodar.
Pertany al possiólok de Kubanski.